# FMK HAPPY GO LUCKY
『FMK HAPPY GO LUCKY』（エフエムケイ ハッピー・ゴー・ラッキー）は、2007年4月2日から2011年3月31日までエフエム熊本（FMK）で毎週月曜から金曜の16:00 - 16:55（日本標準時）に放送されていたラジオ番組である。
『FMK RADIO BUSTERS』と同じ日にスタートした平日夕方の情報番組。月曜・木曜・金曜のパーソナリティは村上隆二が、火曜・水曜のパーソナリティは本田みずえが務めていた。リポーターは鬼塚えりこが務めていた。

## タイムテーブル
2010年以降のデータを記載。
- 16:10 NTT西日本 ウィークエンド・スイッチ（金曜）
- 16:25 県庁ダイアリー
- 16:42 HEAD LINE NEWS